# Белый, Юрий Васильевич
Юрий Васильевич Белый (род.1947) — российский государственный и политический деятель.
Председатель Ставропольской краевой думы с 14 декабря 2011 по 29 сентября 2016.

## Биография
Родился в 1947 году на хуторе Шенфельд. Член ВКП(б).
С 1968 года на хозяйственной, общественной и политической работе:
- инженер совхоза «Чугуевский» Советского района,
- председатель колхоза «Путь Ленина»,
- начальник производственного управления сельского хозяйства Советского района,
- работа в партийных и советских органах Ставропольского края,
- второй секретарь Ставропольского крайкома КПСС,
- руководитель производственных коллективов фирмы «Реста», товарищества с ограниченной ответственностью «Клаус», народного предприятия по птицеводству «Ставропольское»,
- заместитель министра, первый заместитель министра сельского хозяйства Ставропольского края,
- первый заместитель председателя Правительства Ставропольского края,
- 2011—2016 — председатель Думы Ставропольского края,
- председатель комитета Думы Ставропольского края по бюджету, налогам и финансово-кредитной политике.

## Награды, общественное признание
Почетный гражданин Ставропольского края.
Награжден орденом «Знак Почета», медалями «За трудовую доблесть», «За заслуги в проведении Всероссийской переписи населения», «Герой труда Ставрополья», «За заслуги перед Ставропольским краем», «За доблестный труд» I, II, и III степени, Патриаршим знаком «700-летие Преподобного Сергия Радонежского» и многими другими наградами.
Заслуженный работник сельского хозяйства Российской Федерации.